# Szilda
Szilda (gruz. შილდა) – wieś w Gruzji, w regionie Kachetia, w gminie Kwareli. W 2014 roku liczyła 3927 mieszkańców.